# Scopula amala
Scopula amala är en fjärilsart som beskrevs av Edward Meyrick 1886. Scopula amala ingår i släktet Scopula och familjen mätare. Inga underarter finns listade.